# Titus Sicinius Sabinus
Pour les articles homonymes, voir Sabinus.
Titus Sicinius Sabinus est un homme politique romain du Ve siècle av. J.-C., consul en 487 av. J.-C.

## Famille
Il est le seul membre des Sicinii, une gens plébéienne, à avoir atteint le consulat. Les cognomina des deux consuls de 487, Sabinus et Tuscus, ne sont connus que par des sources tardives qui suivent en général les Fasti Capitolini. On ne sait pas avec certitude lequel des deux consuls a porté chacun des cognomina.

## Biographie
En 487 av. J.-C., il est élu consul avec Caius Aquillius Tuscus,,. Il est chargé de combattre les Volsques,. Selon Tite-Live, « les avantages furent balancés. » Selon Denys d'Halicarnasse, il écrase une armée volsque, tue leur général, et reçoit le triomphe pour sa victoire,. Son collègue, quant à lui, reçoit le commandement contre les Herniques,, qu'il défait,. Il reçoit l'honneur d'une ovatio,. Durant les opérations militaires, les consuls nomment Spurius Larcius Flavius praefectus Urbi pour prendre en charge la ville de Rome durant leur absence.
En 480 av. J.-C., selon Denys d'Halicarnasse, il commande l'armée contre les Véiens en tant que Legatus pro praetore du consul Manlius,. Selon Tite-Live, ce sont les consuls de l'année, Marcus Fabius Vibulanus et Cnaeus Manlius Cincinnatus, qui commandent les forces romaines durant cette guerre.